# Mercedes F1 W04
O Mercedes F1 W04 é o modelo da Mercedes da temporada de 2013 da Fórmula 1. O carro foi pilotado por Nico Rosberg e Lewis Hamilton.
O modelo foi apresentado oficialmente no dia 4 de fevereiro, no circuito de Jerez de la Frontera, no sul da Espanha, para os primeiros testes da pré-temporada.
Segundo o piloto da equipe Nico Rosberg, a esquadra conseguiu melhorar o rendimento do carro em relação ao modelo anterior, ao estabilizar a parte traseira do carro, permitindo que os compostos dos pneus tenham melhor durabilidade.
O carro foi muito bom durante toda a temporada, alcançando vitórias, porém, as Red Bull conseguiram se sair melhor, mas o carro rendeu bem e a equipe alcançou o segundo lugar no mundial de construtores.

## Resultados[3]
(legenda) (em negrito indica pole position e itálico volta mais rápida)
| Ano  | Chassi | Motor               | Pneus | N° | Pilotos        | 1   | 2   | 3   | 4   | 5   | 6   | 7   | 8   | 9   | 10  | 11  | 12  | 13  | 14  | 15  | 16  | 17  | 18  | 19  | Pontos | Posição |  |
| ---- | ------ | ------------------- | ----- | -- | -------------- | --- | --- | --- | --- | --- | --- | --- | --- | --- | --- | --- | --- | --- | --- | --- | --- | --- | --- | --- | ------ | ------- |  |
|      |        |                     |       |    |                |     |     |     |     |     |     |     |     |     |     |     |     |     |     |     |     |     |     |     |        |         |  |
|      |        |                     |       |    |                | AUS | MAL | CHN | BAR | ESP | MON | CAN | GBR | ALE | HUN | BEL | ITA | SIN | COR | JAP | IND | ABU | EUA | BRA |        |         |  |
| 2013 | F1 W04 | Mercedes FO 108F V8 | P     | 9  | Nico Rosberg   | Ret | 4   | Ret | 9   | 6   | 1   | 5   | 1   | 9   | 19† | 4   | 6   | 4   | 7   | 8   | 2   | 3   | 9   | 5   | 360    | 2º      |  |
| 2013 | F1 W04 | Mercedes FO 108F V8 | P     | 10 | Lewis Hamilton | 5   | 3   | 3   | 5   | 12  | 4   | 3   | 4   | 5   | 1   | 3   | 9   | 5   | 5   | Ret | 6   | 7   | 4   | 9   | 360    | 2º      |  |

† Completou mais de 90% da distância da corrida.